# Helge Nielsen (maler)
 Der er flere personer med dette navn, se Helge Nielsen (flertydig).
Erhardt Helge Gotfred Nielsen, kendt som Helge Nielsen (5. november 1893 på Frederiksberg – 2. november 1980 i Listed) var en dansk maler og billedkunstner.
Han var søn af murer Jens Gotfred Nielsen og Anna Sophie Emilie Hansen. Gift i Tikøb 4. maj 1923 med Helga Agnes Marie Petersen (26. april 1900 – 12. september 1988). Efter uddannelse som malersvend 1908-13 gik Helge Nielsen på Kunstakademiet under Julius Paulsen 1914-16 og 1919-20, samt på grafisk skole i 1937-38. I 1934 var han medstifter af kunstnersammenslutningen Kammeraterne, og han var formand for sammenslutningen til 1963. 
Efter en perioden som teatermaler flyttede Helge Nielsen i midten af 1930'erne til Listed på Bornholms østkyst. Her kom det høje lys til at præge tonen i hans billeder, der spænder fra væsentlige personskildringer til stramt opbyggede landskabsbilleder.
Helge Nielsen var en af kulturminister Julius Bomholts nære rådgivere under etableringen af Statens Kunstfond, hvor han var med til at sikre kunstnernes indflydelse. 
Helge Nielsen udførte flere udsmykningsopgaver og modtog Eckersberg Medaillen i 1952. han var medlem af Akademiraadet og Ridder af Dannebrog.

## Eksterne links
- Helge Nielsen på gravsted.dk
- Kraks Blå Bog 1974

- Helge Nielsen på Kunstindeks Danmark/Weilbachs Kunstnerleksikon

1. ↑  Navnet er anført på svensk og stammer fra Wikidata hvor navnet endnu ikke findes på dansk.